# Pierre Dallery
Pierre Dallery (Buire-le-Sec, 1735 - París, 1800) fou un orguener francès nebot de Charles i renebot de Charles Dallery. Fins als vint-i-sis anys treballà amb el seu oncle i després s'associà amb Clicquot, del que se'n separà algun temps més tard.Reformà diversos orgues vells o mal construïts, i construí, entre d'altres, els dels missioners de Sant Llàtzer, la capella del rei a Versalles, parròquia de Bagnoles, Sant Esteve i molts d'altres.